# ایزابل گرار
ایزابل گِـرار (فرانسوی: Isabelle Guérard‎؛ زادهٔ ۱ ژوئیهٔ ۱۹۷۸) بازیگر اهل کانادا است.
از فیلم‌هایی که وی در آن‌ها نقش داشته‌است، می‌توان به بوسه فرانسوی و پیشه: میان زمین و آسمان اشاره نمود.